# Eugénie Brazier
Eugénie Brazier (n. La Tranclière, Ain; 12 de junio de 1895-Sainte-Foy-lès-Lyon; 2 de marzo de 1977), apodada la madre Brazier, fue una cocinera francesa.
Formó parte de la primera promoción de chefs en obtener 3 estrellas en la Guía Michelin en 1933, en sus restaurantes de Lyon y en col de la Luère, en Pollionnay, de 1933 a 1968. 
La obtención de dichas estrellas la convierte en una de las primeras mujeres junto con Marie Bourgeois, Marguerite Bise en 1951 y Anne-Sophie Pic en 2007 en ser reconocidas en la Guía Michelin.
Eugénie Brazier fue la primera mujer en obtener tres estrellas Michelin.
En cuanto a su deceso, fue inhumada con su hijo Gastón (quien había muerto tres años antes, en 1974), en el cementerio Mas Rillier, en Miribel, en el departamento de Ain.

## Biografía
Eugénie Brazier fue una mujer de origen popular, nacida el  12 de junio de 1895 en La Tranclière, a seis kilómetros al sur de Bourg-en-Bresse, en una familia de campesinos, oriundos de Dompierre-sur-Veyle. Eugénie tiene 10 años cuando su madre fallece, a partir de ese momento, se dedica a cuidar el ganado en las granjas de la región. Es allí donde adquiere las bases de la cocina de Bresse.
A los 19 años nace su primer hijo llamado Gastón. El padre del niño no se hace cargo. Eugénie decide dejarlo al cuidado de una nodriza y dirigirse a Lyon.

## Aprendizaje
A finales del siglo XIX y principios del siglo XX, muchos restaurantes de Lyon estaban dirigidos por mujeres, apodadas las madres.
Empleada en una familia burguesa, (en la casa de los Milliat, fabricantes de pastas y clientes de mère Fillioux), se desempeñaba como nodriza en un principio y luego como encargada de cocina cuando la cocinera se enferma. 
En 1915, a la edad de 20 años, desarrolló una vocación sólida por la cocina, lo que la lleva a ser cocinera, luego de la Primera Guerra Mundial en el restaurante de mère Fillioux (73, rue Duquesne, en Lyon) donde desarrolla su aprendizaje.

## Restaurante Mère Brazier en Lyon
El 19 de abril de 1921, Eugénie decide abrir su propio restaurante, disponiendo de 12 000 francos de capital. 
Su cocina resalta las especialidades gastronómicas de la región y se ubicaba en el número 12 de la Calle Real en el distrito 1 de Lyon cerca del muelle del Rhône.
Sus inicios son difíciles, pero gracias al boca a oreja y a los elogios del gran crítico gastronómico Curnonsky y al Club des Cent su restaurante se vuelve popular.

## Premiación de tres estrellas de la Guía Michelin y emblema de Lyon
En 1933, Eugénie Brazier forma parte de la promoción de Chefs en obtener tres estrellas de la Guía Michelin Guía Michelin,al igual que Fernand Point y Marie Bourgeois. 
Además de ser premiada, con tres estrellas, por sus dos restaurantes de Lyon y de col de la Luère hazaña que lograrán más tarde Alain Ducasse, Marc Veyrat, el chef norteamericano Thomas Keller y Joël Robuchon en 1997, 2001, 2006 , 2012 y Yannick Alléno 2007 et 2017.
Logra convertirse rápidamente en el emblema de Lyon y de la cocina internacional. Édouard Herriot, alcalde de Lyon, se refiere a Eugénie diciendo: "Ella hace mucho más de lo que yo hago por la reputación de la ciudad".
En 1943, debido a discusiones con su hijo Gastón Brazier, decide dirigirse a Col de la Luère mientras que Gastón dirigirá el restaurante de Lyon. 
En 1946, Paul Bocuse, que en aquel entonces tenía 20 años, regresa a Lyon tras haber combatido en la Segunda Guerra Mundial, y continúa su aprendizaje en el restaurante de Eugénie Brazier en Col de la Luère à Pollionnay.

## Muerte y herencia
En 1968, a los 72 años, Eugénie decide retirarse y legar a su hijo Gastón sus restaurantes. Fallece en 2 de marzo de 1977 a los 81 años.
En 1971, Jacotte Brazier, hija de Gastón Brazier y nieta de Eugénie, se incorpora al restaurante de la rue Royale, ejerciendo la dirección del establecimiento, en 1974, fallece su padre y es ella quien mantiene vivo el legado familiar por más de tres décadas.
En 2003, como parte de la celebración de los 80 años del restaurante de Eugénie Brazier, la calle más próxima a su restaurante fue bautizada rue Eugénie-Brazier, por el alcalde de Lyon en el primer distrito de la ciudad, donde se encuentra la sede de la Alcaldía.